# Tampão Citrato
O tampão citrato de sódio é considerado uma solução tampão eficiente, uma vez que consegue manter o pH de soluções na faixa de 3,0 até 6,2. Apresenta um pK = 3,13 (primeira ionização) na temperatura de 25 °C. Apresenta diversas aplicações, no campo industrial é utilizado como matéria-prima para produção de sabonetes, detergentes e produtos de limpeza em geral. Na área de produção alimentícia o tampão citrato de sódio pode ser utilizado para intensificar o sabor amargo de determinados alimentos e bebidas. No campo da pesquisa alguns trabalhos publicados revelaram que esse tampão foi capaz de extrair enzimas proteolíticas presentes nas folhas de Cynanchum otophyllum, uma planta com diversas propriedades farmacológicas, além de potencializar a intensidade de determinados anticorpos em análises imunohistoquímicas.
Protocolo de preparo da solução tampão citrato de sódio com volume final de 1 L (pH = 6):
Subtâncias: 12,044 g de citrato de sódio diidratado (294 g/mol) a 0,04 mol/L; 11,341 g de ácido cítrico (192,1 g/mol) a 0,06 mol/L; 1 L de água destilada. 
Método de preparo: em um béquer de vidro, dissolva o citrato de sódio diidratado e ácido cítrico em 800 mL de água destilada. Adicione mais água destilada até completar um litro. Em seguida, com ajuda do pHmetro, ajuste a solução no pH desejado adicionando HCl 0,1 mol/L, caso seja necessário.

http://delloyd.50megs.com/moreinfo/buffers2.html#acetate
http://staff.ustc.edu.cn/~liuyz/methods/buffer.htm
https://books.google.com.br/books?id=43W1BQAAQBAJ&pg=PA3&lpg=PA3&dq=citrate+buffer+household+cleaner&source=bl&ots=FE0ShsszDi&sig=ACfU3U2MuSSP9SHctye2JfwuFugaeGMsxQ&hl=pt-PT&sa=X&ved=2ahUKEwjtosySmfvgAhVKGrkGHVp5CKMQ6AEwCXoECAcQAQ#v=onepage&q=citrate%20buffer%20household%20cleaner&f=false
https://www.preparedfoods.com/articles/106574-article-matter-of-balancing-taste-october-2008
https://www.ncbi.nlm.nih.gov/pubmed/29428763
http://www.ihcworld.com/_protocols/epitope_retrieval/citrate_buffer.htm
https://www.aatbio.com/resources/buffer-preparations-and-recipes/citrate-buffer-ph-6